# دین‌شناسی

نمادهای دینی مختلف

دین‌شناسی، دین‌پژوهی یا مطالعات دینی (به انگلیسی: Religious studies) رشته دانشگاهی است که به مطالعه باورهای ادیان، آداب و رسوم و تاریخ پیدایش و رشد آن‌ها می‌پردازد. این رشته ادیان مختلف را از این حیث که یک دین هستند توصیف تفسیر و مقایسه می‌کند. قضاوت در مورد درستی یا نادرستی آموزه‌های دینی در حیطه این رشته نیست اگرچه ممکن است برخی نویسندگان نظرات تحلیلی خود را نیز بیان کنند. تفاوت آن با رشته الهیات آن است که در الهیات کوشش می‌شود وجوه ماورائی و متعالی ادیان مطالعه شود اما در این رشته باورها و آداب و رسوم دینی به عنوان یک پدیده خارجی و بدون نگاه از منظر یک دین خاص مطالعه می‌شود.
برخی نیز معتقدند دین پژوهی نام یک رشته علمی خاص نیست، بلکه عنوانی است عام برای مجموعه ای از رشته‌ها و شاخه‌های علمی و معرفتی، که همگی دربارهٔ دین بحث می‌کنند و هر یک از منظری خاص به بررسی ابعاد دین می‌پردازند. دین پژوهی، دانش‌هایی چون فلسفه دین، پدیدارشناسی دین، روان‌شناسی دین، جامعه‌شناسی دین و مانند آن را در بر می‌گیرد.

### واژه دین پژوهی
عنوان دین پژوهی تقریباً از دهه ۶۰ میلادی به خصوص در آمریکا برای اشاره به یک رشته دانشگاهی مستقل در حوزه علوم انسانی (به انگلیسی: Humanities) بکار می‌رود. پیش از رواج این اصطلاح، عناوینی همچون ادیان همسنجشی یا تطبیقی (به انگلیسی: Comparative Religion) نیز بکار برده می‌شدند.
زادگاه این رشته، همانند سایر رشته‌های نوین علوم انسانی اروپاست. مکس مولر (به انگلیسی: Max Muller) آلمانی کسی بود که اولین کرسی استادی با عنوان ادیان تطبیقی در دانشگاه آکسفورد به افتخار وی افتتاح شد. عنوان اخیر در واقع معادل انگلیسی ای بود که در قبال اصطلاح آلمانی Religionswissenschaft که معنای لغوی آن علم ادیان (به انگلیسی: The Science of Religions) است برابر نهاده شده بود. از مکس مولر کتابی با همین عنوان به زبان انگلیسی به جای مانده‌است که به عنوان نخستین متن کلاسیک این رشته از آن یاد می‌شود.

## دین‌شناسی و الهیات
یکی از مهم‌ترین نکاتی که دربارهٔ این رشته باید مد نظر داشت تفاوت جوهری آن با رشته‌ای همچون الهیات مسیحی (به انگلیسی: Theology) یا کلام اسلامی است. رویکرد رشته‌های اخیر به مطالعه پدیده‌های دینی، رویکردی مومنانه (به انگلیسی: confessional) یا درون دینی است. به این معنا که تفاسیر، تبیینها، نظریات و روش‌ها همگی در خدمت هدفی واحد قرار می‌گیرند. این هدف عبارت است از حمایت از حقانیت دسته‌ای از گزاره‌های دینی که با قرائت متکلم یا الهی دان فرضی، یا مکتب کلامی یا الهیاتی خاص، سازگار هستند.
در مقابل، دسته دیگری از گزاره‌ها که با قرائت یادشده ناسازگار تلقی می‌شوند، با بکارگیری روش‌های مختلف، رد می‌شوند. در مقابل، چنین گفته می‌شود که دین‌شناسی در تحلیل پدیده‌های دینی نسبت به حقانیت یا بطلان آن‌ها بیطرف بوده و اصولاً با رویکردی غیرمومنانه (به انگلیسی: non-confessional) یا برون دینی به آن‌ها می‌نگرد. لازم است ذکر شود که رویکرد غیرمومنانه یا برون دینی منطقاً متفاوت با رویکرد ضد دینی است که هدف آن اثبات بطلان باورهای دینی است.
به عبارت دیگر، در این رشته تلاش بر آن است که فارغ از تعصبات دینی و ایمانی و اساساً با رویکردی همدلانه به تحلیل پدیده‌های دینی در فرهنگهای مختلف دست زد. ابطال یا اثبات باورهای دینی و مبانی آن‌ها خارج از حوزه بررسی این دانش قرار می‌گیرد هرچند ممکن است نتایج تحقیق دربارهٔ باور یا باورهایی خاص به‌طور غیرمستقیم منجر به ابطال برداشت مومنانه از آن‌ها باشد.
محقق علم ادیان تلاش می‌کند که باورها، تعصبات و تمایلات دینی خود را به اصطلاح در پرانتز قرار دهد (اپوخه) و تا حد امکان مانع از تأثیرگذاری آن‌ها بر روند تحقیقش شود. به تعبیر ساده‌تر، هدف آن است که تحقیق تا حد امکان عینی باشد. در این زمینه باید توجه داشت که محققان این رشته، همانند سایر رشته‌های علوم انسانی، بر این واقعیت اعتراف دارند که هیچ‌کس نمی‌تواند به کل از بندِ منظرِ جهان شناختی خاص خود رها گردد و این پیش زمینه‌ها همواره، هرچند به‌طور غیرمستقیم، در تحقیق تأثیرگذار خواهند بود. به عبارت دیگر، عینیت خالص هرگز دست یافتنی نیست. در عین حال، تفاوت اساسی میان رویکرد درون دینی و برون دینی قابل انکار نیست. اولی، طبق تعریف، مجموعه‌ای از گزاره‌های خاص دینی را از آغاز تا پایان ملازم و راهنمایِ جریانِ تحقیق قرار می‌دهد و در صدد اثبات یا ابطال باورهای خاصی است در حالیکه دومی - در عین پذیرش اینکه تمام محققان التزامات دینی (یا ضد دینی) خاصی دارند - خواستار دور نگه داشتن آن‌ها از جریان تحقیق تا حد امکان است.
این تفاوت در هیچ جا بیشتر از کتاب‌ها و مقالاتی که ثمره این دو رویکرد متفاوت هستند قابل مشاهده نیست.

## روش‌شناسی مطالعات ادیان
دین‌شناسی از جمله رشته‌هایی در حوزه علوم انسانی است که از نظر روششناسی هویتی ترکیبی دارد. به عبارت دیگر، محقق علم ادیان از طیف وسیعی از روش‌های متداول در حوزه علوم انسانی، کمی و کیفی، برای شناخت پدیده مورد بحث، یعنی دین در جلوه‌ها و نسخه‌های مختلف آن، استفاده می‌کند. این روش‌ها می‌تواند شامل روش‌های جامعه شناختی، روانشناختی، تاریخی-انتقادی، پدیدارشناختی، تحلیلی، ادبی-انتقادی، و غیره باشد. به همین دلیل، هویت این رشته به عنوان یک واحد منسجم و مجزا از سایر رشته‌های علوم انسانی نه بر اساس روش تحقیق بلکه بر اساس موضوع و غایت تحقیق شکل می‌گیرد. دین‌شناسی از این جهت شباهت تامی به رشته مردم‌شناسی (به انگلیسی: Anthropology) دارد. از این دو رشته گاه به عنوان دو خواهر یاد می‌شود. شباهت تا آنجاست که امکانِ تفکیکِ نظریِ تحقیقات مردم شناسانه ای که با موضوع دین انجام می‌پذیرند از تحقیقات مشابه که توسط محققان دین‌شناسی صورت می‌گیرند وجود ندارد. این همپوشانی به خصوص با زیرشاخه‌ای از رشته مردم‌شناسی که در ایالات متحده با عنوان انسان‌شناسی فرهنگی (Cultural Anthropology) شناخته می‌شود بیشتر است. به همین دلیل، دانشجویان رشته دین‌شناسی در آمریکا به‌طور استاندارد با برخی از مهم‌ترین کتاب‌های مردم‌شناسی آشنایی دارند و ملزم به مطالعه و بحث و تحقیق درباب آن‌ها می‌باشند.
این مطلب کاملاً بر خلاف رشته‌هایی همچون جامعه‌شناسی و روانشناسی است که یکپارچگی و وحدت آنها، علاوه بر موضوع و غایت، بر مبنای استفاده از روش تحقیقی واحد نیز تحقق می‌پذیرد. باید اضافه کرد که رویکردهای روش شناسانه در دین‌شناسی، و البته مردم‌شناسی فرهنگی، غالباً از نوع کیفی (Qualitative) و غیرتجربی هستند بر خلاف جامعه‌شناسی و روانشناسی که در دنیای آکادمیک غربی به شدت به تحقیقات کمی و تجربی تمایل دارند. بر همین اساس، طبیعی است که دو رشته اخیر غالباً در دانشگاه‌ها جزو زیرگروه علوم اجتماعی تقسیم‌بندی می‌شوند به این معنا که ادعا می‌شود از نظر روشی اساساً با علم تجربی مانند فیزیک و شیمی همانندی دارند. این در حالی است که در رشته‌هایی همچون تاریخ، مردم‌شناسی، انسان‌شناسی فرهنگی، نه چنین ادعایی وجود دارد و نه ایده‌آلِ حرکت به سوی علم تجربی محرک محققان است.
منابع
1. ↑  "Religious studies". Wikipedia (به انگلیسی). 2019-09-09.
2. ↑  دین پژوهی چیست؟
3. ↑  «بررسی رویکردهایی در زمینه دین پژوهی». بایگانی‌شده از اصلی در ۱ ژانویه ۲۰۲۲. دریافت‌شده در ۲۳ ژوئیه ۲۰۲۲.